# Narodnyj Dim w Borszczowie
Narodnyj Dim w Borszczowie – instytucja kultury w mieście Borszczów w obwodzie tarnopolskim. Zabytek architektury o znaczeniu lokalnym.

## Historia
W 1909 roku z inicjatywy miejscowego prawnika Mychajła Dorundiaka zbudowano Narodnyj Dim (architekt Wasyl Nahirnyj). Znaczną część środków na jego budowę przekazał Mychajło Hruszewski. Pomocy finansowej udzielili także Oleksandr Okunewski, Ołeksandr Kołessa, Mykola Shuchevych, Iwan Horbaczewski, Iwan Puluj i inni.
W Narodniem Domi działało towarzystwo „Proswita”, Powiatowa Spółdzielnia Związkowa (zrzeszająca 63 osoby, kierowana przez Stepana Workuna); występował lwowski teatr towarzystwa „Ruśka Besida” (m.in. Marko Kropywnycki (w 1875 r.), Stepan Janowycz, Łeś Kurbas).
Od połowy sierpnia 1914 r. do końca lipca 1917 r. Borszczów był okupowany przez wojska rosyjskie. W tym czasie skonfiskowały one i ograbiły majątek ukraińskich stowarzyszeń i Narodnyj Dim.
W latach 1988–1989 budynek Narodnego Domu został zrekonstruowany i obecnie mieści się w nim Borszczowskie Obwodowe Muzeum Krajoznawcze oraz Muzeum Tarasa Szewczenki.